# ビル・コスビー
ビル・コスビー（Bill Cosby、本名 William Henry Cosby, Jr.、1937年7月12日 - ）は、アメリカ合衆国ペンシルベニア州フィラデルフィア出身のコメディアン、テレビプロデューサー、作家、俳優。

## 人物
アメリカを代表するコメディアン。デビュー当時のアメリカ社会では黒人であることによる差別を受けることも少なからずあったが、自身のジョークとしては人種や偏見をテーマにしたものや他人種に対して攻撃的な内容のものはなく、逆に各人種や文化を尊重しており、ジョークとしては彼自身の人生経験をテーマにしたものが多い。「僕は人種をテーマにしなくても、充分笑いを取ることが出来る」と発言している。アメリカを代表する有識者として、彼の言動には絶大な影響力がある。大のアメフト好きとしても知られており、好きなチームはフィラデルフィア・イーグルス（Philadelphia Eagles）だと公言している。
母校テンプル大学で、かつて所属していたバスケットボールチームの同窓会役員も務める等、個人的な活動を精力的に行っている。公共のイベントにも数多く参加している。
1964年に当時大学生だったカミーユ・ハンクスと結婚し五人の子供を授かった。
2014年には性犯罪疑惑がわき、全米で大きな話題となった。2015年7月にはコスビーの性的暴行被害者と主張する女性35人が『ニューヨーク・マガジン』誌の表紙に登場し、8月には、新たに3人の女性が1970～1980年代に受けた性的暴行を告発したと公表し、告発者の総数は40人以上となる。本件にともない、ビルに授与された名誉博士号がいくつか撤回された。

## 来歴

### 誕生 - アンダーグラウンド界での活躍
1937年、第二次世界大戦直前に、軍人の父の元、ペンシルベニア州,フィラデルフィアで生まれる。幼いころからユーモアに溢れた性格だった様で、子供時代は自身の事を「クラス・クラウン（学級内のピエロ）」と呼んでいたほど。その注目を浴びる性格からか、小学校時代は学級委員長や、地元の野球チームのキャプテンまで務めいていた。
その後、中学へ進学した彼は遊びで演劇をするようになる。また、この頃、次第にスポーツへも本格的に没頭し始めていた彼はバスケットボールや野球等、様々な分野へと手を伸ばし、勉強との両立が難しくなっていった。なんとか高校へ進学したが、その過密なスケジュールに加えて学校の前後に働いていたこともあり、単位が足らず10年生の時に留年することになってしまう。しかし彼は、留年するよりも就職する道を選び、靴屋で働くが、その後アメリカ軍へと入隊する。しかし、そこで知識と教育の必要性を実感した彼は、遠隔教育を通じて高校の卒業資格を手に入れる。そしてテンプル大学へスポーツ推薦で進学し、体育学を専攻するようになった。その後、コメディアンとしての道へ進む為に、一度大学を離れる。その後、すぐにステージに立ってトークライヴを行うようになり、次第に、その活動場所を地元フィラデルフィアからニューヨーク、ラス・ヴェガス、サンフランシスコへと広げるようになる。そして、少しずつ注目を浴びるようになった彼は、遂に1963年に、大手テレビネットワークNBCへの出演も果たした。当時はまだ人種差別が根強い地域もあったが、彼の「気楽にいこうぜ（easy-going）」精神を全面に押し出したウィットに富んだユーモアセンスは、見事に人種の壁を乗り越えた。当時彼はこんな名言も残している。「白人のリスナー達は、僕のショーを見て笑い、こんな事を思ってるだろう。""あぁ、俺もそう思ってたんだよ！""と。彼は白人で、僕は黒人だ。そして同じ考え方で物事をとらえていたと気がつく。それはつまり、僕たちは同じ人間だって事を意味してるはずなんだ。だから僕は、これから生まれてくる子供たちが良い人種関係を築けるように、今トークショーをやっているつもりだよ。」と。
その後1964年1月に、ワシントンDCでトークショーを行っている最中に出会った、メリーランド大学の学生カミーユ・ハンクスと結婚し、五人の子供を授かる。
- 長女エリカ（Erika 1965年生まれ。）
- 次女エリン（Erinn 1966年生まれ。）
- 三女エンサ（Ensa 1973年生まれ。）
- 四女エビン（Evin 1976年生まれ。）
- 長男エニス（Ennis 1969年生まれ。1997年に強盗犯ミカエル・マーキャセブ（Mikhail Markhasev）に銃で撃たれ死亡。）

### メジャー後の活躍
1965年に、当時西部劇で名を馳せていたロバート・カルプと共に、アメリカンドラマ史上初の黒人俳優として、コメディドラマ『アイ・スパイ』の主演を果たす。しかし放映当初はあまり人気が出ず、ドラマは衰退傾向にあった。その後、少しずつ人気を獲得していき、最終的にはこの年放映されたドラマの中で最も高い視聴率を記録する程にまで成長。結果的におよそ3年間続いた。また、このドラマで彼はエミー賞も受賞している。そして同ドラマの終了と共に、しばしの休息をとる事になった。
その後1969年に、彼自身が司会を務めるシチュエーションコント番組『The Bill Cosby Show』と共に、本格的に芸能活動を再開した。この番組で彼は、実際にテンプル大学で体育学を専攻していた過去の経験を生かし、体育学の高校教師役を演じていた。そして、この番組が終わると同時に、過去に途中で諦めた学業へ専念する為にマサチューセッツ大学へ入学した。1972年には、大学側から文学修士の学位を授与されている。大学卒業後、再び芸能界へ戻った彼は新たに『The New Bill Cosby Show』を発表したが、視聴率がいまいち上がらず、わずか1シーズンで終わってしまう。しかし同時期に放映された、彼の監修による子供向けアニメ番組『Fat Albert and the Cosby Kids』は見事に成功を収め、その後7年間も続いた。当時はこの番組を教材として使用する学校まで現れており、いかにこのアニメが影響力が凄かったかがうかがえる。ちなみに彼は、この事について論文を書き、マサチューセッツ大学から博士号を授与されている。『Fat Albert and the Cosby Kids』終了後も、新たに『The New Fat Albert and the Cosby Kids』として5年間続いており、前作を含めると結果的に12年間放映された長寿番組となった。
その後も、『Uptown Saturday Night』（1974）、『Let's Do It Again』（1975）、『Mother, Jugs & Speed』（1976）と三年連続でコメディ映画への出演も果たしている。
1984年なると、新たなシチュエーション・コント番組『コスビー・ショー』をNBCでスタートさせた彼だが、これが見事大成功を収め、結果的に1980年代で最も人気のある番組とまで言われるようになる。最終的に、1992年までの約8年間放映された。
1987年には、彼が製作、脚本を務めたコメディ映画『ビル・コスビーのそれ行けレオナルド』も発表された。
そして、特に1990年以降の彼の芸能活動は、目まぐるしいものがあった。主な作品は以下の通り。
| 放映   | タイトル            | 詳細 |
| ------ | ------------------- | --- |
| 1990年 | Ghost Dad           | 彼が主演のコメディ映画。 |
| 1992年 | You Bet Your Life   | アメリカの大人気クイズショー。彼が登場したのは、1992年9月から1993年6月まで。 |
| 1993年 | The Meteor Man      | コメディ映画。 |
| 1994年 | I Spy Returns       | |
| 1994年 | The Cosby Mysteries | 彼が主演を務めたミステリードラマシリーズ。全部で20話放映された。 |
| 1996年 | Jack                | ロビン・ウィリアムズが主演を務めたコメディ映画。 |
| 1997年 | 4 Little Girls      | スパイク・リーが監督を務めたドキュメンタリー映画。これは、1963年にバーミンガムで起きたテロ事件「16番街バプテスト教会爆破事件」について描かれたもので、彼は劇中でインタビューを受けている。 |
| 1999年 | Little Bill         | アメリカのケーブルチャンネルニコロデオンで放映された子供向け番組。 同名のビルの原作本が、原案となっている。2010年12月まで続いた。                                                          |
| 2004年 | Fat Albert          | ビルが脚本を務めるコメディ映画。また、本人役で友情出演している。 |

既に70歳を超えている彼だが、近年も積極的に活動を行っており、2007年にはノースカロライナ州にあるリベラル・アーツカレッジの「ハイ・ポイント大学（High Point University）」の学位授与式でスピーチを行った。そして2009年には、毎年フランスのモントリオールとケベックの二か所で開催されている、世界最大のコメディー・フェスティバル「ジャスト・フォー・ラフズ」（Just for Laughs）の主催者まで務めている。

### 長男エニスの死
エニスは、コロンビア大学に通う学生だった。彼は、1997年1月に二週間の休暇をロサンゼルスで過ごしていた。1月16日の午後1時ごろ、自分のベンツを運転しフリーウェイ405号（405 freeway）を北へ向かって走っていた。彼が友人のステファニー・クレーン（Stephanie Crane）の家へ五日ほど泊まる予定だったからだった。　彼はフリーウェイから降りマルホランド・ドライブ（Mulholland Drive）の北にあるスカーボール中央道（Skirball Center Drive）を走り、彼女の家からすぐ近くのセパルベーダ峠（Sepulveda Pass）に差し掛かった所でタイヤがパンクした。　そのため携帯電話で、タイヤ交換を手伝って欲しいとの旨をステファニーに伝え、現場へ来た彼女の車のヘッドライトで照らしてもらいながら、交換作業を行っていたのだが、彼と数分話した後に、ステファニーは暖を取る為に自分の車へと戻った。その数分後、突然、彼女の車の隣に知らない男が現われ「車を降りないと殺すぞ！」と言った。驚いた彼女は、エニスを置いたまま、急いで50フィートほど車で逃げ、賑やかな場所へ飛び込んだ。そして、後に彼女が現場へ戻ってみると、エニスは頭を撃たれて死んでいた。彼を撃った犯人は、ウクライナから移住してきた、ミカエル・マーキャセブ（Mikhail Markhasev）という男だった。
この事件に深い悲しみに包まれた父親のビルは、ミカエルに死刑の罰を望んだが、結局10年以上の懲役に留まった。なおミカエルが犯行を自白したのは、2001年になってからである。エニスを撃った理由は「彼が、その現場から気付かれない様に、ゆっくり逃げようとしていたからだ」と語った。また、エニスの遺体は、マサチューセッツ州シェルバーンにあるビルの私有地に埋葬され、永遠の眠りについた。27歳だった。

## 性的暴行事件
コスビーは、2004年1月における自宅での女性への薬を摂取させての性的暴行の疑いで、検察から起訴された。弁護側は、合意の上としている。2017年6月17日、陪審団が53時間の評議を経ても評決に至ることができなかったため、裁判官は評決不一致による審理無効を宣言した。
この裁判以外でも、50人以上の女性が性的に暴行されたと訴えているが、ほとんどの事案については時効が成立しているため、立件されたのはこの自宅での暴行疑惑のみとなった。
2018年4月26日、コスビーは性的暴行事件で有罪を宣告された。2018年9月25日、ペンシルベニア州刑務所での3年から10年の懲役刑を宣告された。その後モンゴメリー郡にある州立刑務所収容施設において服役した。
2021年6月30日、ペンシルベニア州最高裁判所は性的暴行事件で公正な審理が行われなかったとして有罪評決を破棄し釈放を認めた。そのため同日釈放された。2022年3月7日、連邦最高裁判所は、有罪判決の破棄を不服とした検察側の上訴を却下した。

## 代表的な作品
- アイ・スパイ（I Spy）
- まんがビル・コスビー（Fat Albert and the Cosby Kids）

日本では1975年頃、東京12チャンネルで毎週金曜10時30分に放送。
- コスビー・ショー（The Cosby Show）
- リトル・ビル（Little Bill）

宇宙飛行士役で出演。日本ではニコロデオンで放送。

## 受賞歴

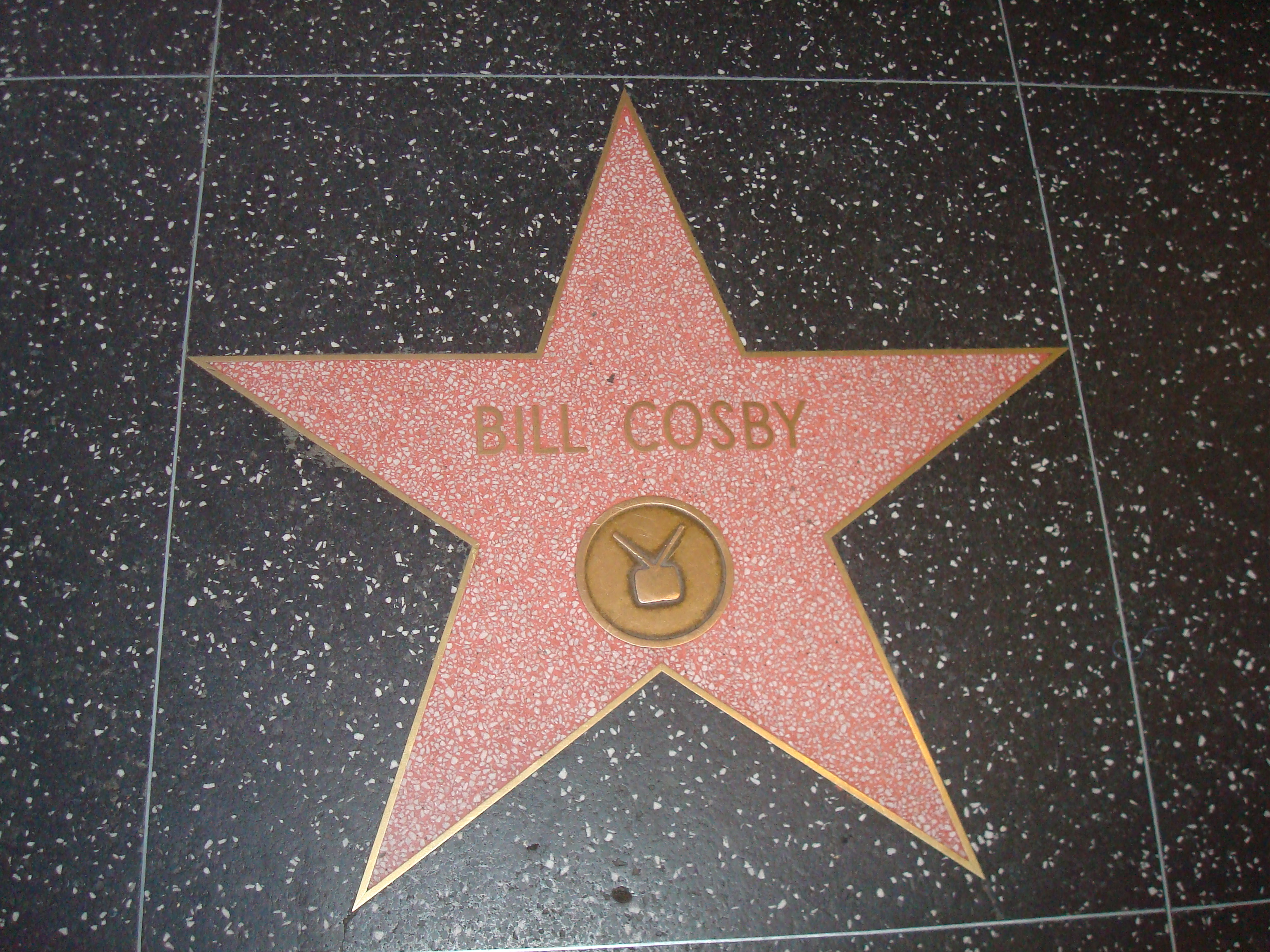
ハリウッド名声の歩道におけるスター

### エミー賞
| 開催年 | 受賞したドラマ名 |
| ------ | ---------------- |
| 1966年 | アイ・スパイ     |
| 1967年 | アイ・スパイ     |
| 1968年 | アイ・スパイ     |

### グラミー賞
| 開催年 | ノミネートされた部門               | 受賞した作品名                                           |
| ------ | ---------------------------------- | -------------------------------------------------------- |
| 1965年 | ベスト・コメディ・アルバム         | I Started Out as a Child                                 |
| 1966年 | ベスト・コメディ・アルバム         | Why Is There Air?                                        |
| 1967年 | ベスト・コメディ・アルバム         | Wonderfulness                                            |
| 1968年 | ベスト・コメディ・アルバム         | Revenge                                                  |
| 1969年 | ベスト・コメディ・アルバム         | To Russell, My Brother, Whom I Slept With                |
| 1970年 | ベスト・コメディ・アルバム         | Sports                                                   |
| 1972年 | ベストアルバム・フォー・チルドレン | Bill Cosby Talks to Kids About Drugs                     |
| 1987年 | ベスト・コメディ・アルバム         | Those of You with or Without Children, You'll Understand |

### ゴールデンラズベリー賞
| 年     | 部門                                       | 対象作品                           | 結果 |
| ------ | ------------------------------------------ | ---------------------------------- | ---- |
| 1987年 | 最低作品賞（プロデューサーとして）         | ビル・コスビーのそれ行けレオナルド | 受賞 |
| 1987年 | 最低主演男優賞                             | ビル・コスビーのそれ行けレオナルド | 受賞 |
| 1987年 | 最低脚本賞（ジョナサン・レイノルズと共同） | ビル・コスビーのそれ行けレオナルド | 受賞 |

## 漫談を収録したCD
- Bill Cosby Is a Very Funny Fellow...Right!（1963）
- I Started Out as a Child（1964）
- Why Is There Air?（1965）
- Wonderfulness（1966）
- Silver Throat: Bill Cosby Sings（1967）
- Revenge（1967）
- To Russell, My Brother, Whom I Slept With（1968）
- 200 M.P.H.（1968）
- Bill Cosby Sings Hooray for the Salvation Army Band!（1968）
- 8:15 12:15（1969）
- It's True! It's True!（1969）
- The Best of Bill Cosby（1969）
- Sports（1969）
- More of the Best of Bill Cosby（1970）
- Live: Madison Square Garden Center（1970）
- When I Was a Kid（1971）
- For Adults Only（1971）
- Badfoot Brown & the Bunions Bradford Funeral Marching Band（1971）
- Bill Cosby Talks to Kids About Drugs（1971）
- Inside the Mind of Bill Cosby（1972）
- The Electric Company（1972）, cast
- Fat Albert（1973）
- Bill（1973）
- At Last Bill Cosby Really Sings（1974）
- Down Under（1975）
- Bill Cosby Is Not Himself These Days（1976）
- Disco Bill（1977）
- My Father Confused Me... What Must I Do? What Must I Do?（1977）
- Bill's Best Friend（1978）
- Himself（1982）
- Those of You With or Without Children, You'll Understand（1986）
- Cosby and the Kids（1986）
- Where You Lay Your Head（1990）
- My Appreciation（1991）
- Oh, Baby（1991）
- At His Best（1994）
- Hello Friend: To Ennis, With Love（1997）
- 20th Century Masters: The Millennium Collection: The Best of Bill Cosby（2001）
- The Bill Cosby Collection（2004）
- State of Emergency（2008）
- Keep Standing（2008）

## 映画
- ブラック・コメディ ～差別を笑いとばせ！～（2009）出演
- ふわっとアルバート（2004）<未> 製作総指揮/脚本
- ライトニング・イン・ア・ボトル　～ラジオシティ・ミュージックホール　奇蹟の夜～（2004）出演
- ザ・ダイバー（2000）製作総指揮
- ジャック（1996）出演
- スーパーヒーロー/メテオマン（1993）出演
- ゴースト・パパ（1990）出演
- ビル・コスビーのそれ行けレオナルド（1987）<未>	脚本/出演/製作
- デビルとマックス/悪魔が天使?（1981）<未> 出演
- カリフォルニア・スイート（1978）出演
- シドニー・ポワチエ/ピース・オブ・アクション（1977）出演
- 走れ走れ!救急車!（1976）出演
- シドニー・ポワチエ/一発大逆転（1975）出演
- 盗賊と馬と拳銃と（1972）<未> 出演/製作総指揮
- 殺人者にラブ・ソングを（1972）出演

## 著書
- 「Fatherhood. New York: Doubleday.」（1986）
- 「Time Flies. New York: Doubleday.」（1987）
- 「Love and Marriage」（1989）
- 「Childhood. New York: Putnam.」（1991）
- 「Kids Say the Darndest Things.New York: Bantam Books.」（1998）
- 「Congratulations! Now What?: A Book for Graduates.」（1999）
- 「American Schools: The $100 Billion Challenge.」（2000）
- 「Cosbyology: Essays and Observations from the Doctor of Comedy.」（2001）
- 「I Am What I Ate ... and I'm Frightened!!!: And Other Digressions from the Doctor of Comedy.」（2003）
- 「Friends of a Feather: One of Life's Little Fables.」（2003）
- 「Come on, People: On the Path from Victims to Victors.」（2007）